# 子宮体癌
子宮体癌（しきゅうたいがん）とは、子宮腔側の上皮組織である子宮内膜から生じる子宮癌（腺癌）である｡　

## 概要
子宮体癌の始めの症状は、月経に関係しない膣からの出血である｡この出血の程度によっては、血がおりものに混ざり褐色になることもある｡その他の症状には排尿での痛み（排尿障害）、性交での痛み（性交疼痛症）、下腹部の痛みなどがある｡子宮体癌が最も多く発生するのは更年期の後である。
子宮体癌患者の約 40％ が肥満であり、実際に肥満は子宮体癌の原因のひとつとされている｡また、出産経験が無い、閉経が遅い、乳癌の治療で用いられるタモキシフェンの服用、更年期障害の治療で用いられるエストロゲンの服用、月経を幼少期に迎えた、糖尿病、近親者に大腸癌患者が居る、月経不順（無排卵月経（無排卵性月経周期、無排卵周期症、無排卵性周期症などとも））、高齢なども、子宮体癌の原因である｡
日本での子宮体癌の予防には、禁煙、節度のある飲酒、バランスの良い食事、野菜や果物の摂取、適度な運動の実践、太り過ぎない、痩せ過ぎないなどが効果的と言われている｡
子宮体癌の検査には、膣から子宮内に細いチューブやブラシを入れ、子宮内膜の細胞を少し採取し、この検体（細胞診検体）から癌の細胞があるかどうかを検査する細胞診断、膣に手を入れて検査する内診、肛門に手を入れて検査する直腸診、血液検査や尿検査で癌の種類により特徴的に産生される物質「腫瘍マーカー」の成分を検査する腫瘍マーカー検査などがある｡
子宮体癌の一番有数な治療法は子宮、卵管、そして卵巣の摘出である。
国立がん研究センターによれば、2019年の女性の子宮体癌患者数は、乳癌、大腸癌、肺癌、胃癌、膵臓癌に次いで5位で17880名である｡1980 - 2010の間に、多くの国で子宮体癌の率がどんどん上がってきている、それは高齢者と肥満が増えるのが原因だと考えられている。

## 子宮体癌になった人物
（アイウエオ順）
- 因幡はねる　VTuber[11]
- 小林ロク　漫画家[12]
- 中川安奈　俳優
- 中野聡子　当初の診断は子宮頸癌だったが後に変更[13]
- 西丸優子　俳優
- 原千晶　 30歳で子宮頸癌、35歳で子宮体癌になった
- 藤あや子　演歌歌手、作詞・作曲家[14]
- ますい志保　タレント兼作家[15]
- 三田佳子　54歳でステージ4、生還
- ミッチェル　オペラ歌手の芸人[16]
- 村田喜代子　作家[17]
- 矢澤亜希子　32歳でステージⅢC、生還
- やなせなな　浄土真宗本願寺派の「歌う尼さん」[18]